# Lista de prefeitos de Igrejinha
Esta é a lista de prefeitos e vice-prefeitos do município de Igrejinha, município brasileiro do Rio Grande do Sul.
| Nº | Nome                     | Partido | Vice-prefeito                         | Início do mandato       | Fim do mandato         | Observações                                   |
| 1  | João Darcy Rheinheimer   | ARENA   | Oscar Schaefer (ARENA)                | 9 de fevereiro de 1965  | 31 de janeiro de 1969  | Prefeito e vice eleitos                       |
| 2  | Hugo Sperb               | ARENA   | Almiro Grings (ARENA)                 | 1º de fevereiro de 1969 | 31 de janeiro de 1973  | Prefeito e vice eleitos                       |
| 3  | Selson Flesh             | ARENA   | Pedro Ivan Sparrenberger (ARENA)      | 1º de fevereiro de 1973 | 31 de janeiro de 1977  | Prefeito e vice eleitos                       |
| 4  | Jahir Arthur Wallauer    | ARENA   | Adair Adélio Grings (ARENA)           | 1º de fevereiro de 1977 | 31 de janeiro de 1983  | Prefeito e vice eleitos                       |
| 5  | Lauri Auri Krause        | PDS     | Anselmo Waldemar Linden (PDS)         | 1º de fevereiro de 1983 | 31 de dezembro de 1988 | Prefeito e vice eleitos                       |
| 6  | Roberto Argenta          | PMDB    | Arnio Arnildo Scherer (PMDB)          | 1º de janeiro de 1989   | 15 de novembro de 1991 | Prefeito e vice eleitos                       |
| —  | Vladimir Volkart         | PDS     | —                                     | 15 de novembro de 1991  | 31 de dezembro de 1992 | Presidente da Câmara, depois Prefeito nomeado |
| 7  | Elir Domingo Girardi     | PMDB    | Verardi Aurélio Soares da Silva (PDT) | 1º de janeiro de 1993   | 31 de dezembro de 1996 | Prefeito e vice eleitos                       |
| 8  | Lauri Auri Krause        | PPB     | Aclídio Gregório Giacobbo (PPB)       | 1º de janeiro de 1997   | 31 de dezembro de 2000 | Prefeito e vice eleitos                       |
| 9  | Elir Domingo Girardi     | PTB     | Jackson Fernando Schmidt (PMDB)       | 1º de janeiro de 2001   | 31 de dezembro de 2004 | Prefeito e vice eleitos                       |
| 9  | Elir Domingo Girardi     | PTB     | Jackson Fernando Schmidt (PMDB)       | 1º de janeiro de 2005   | 31 de dezembro de 2008 | Prefeito e vice reeleitos                     |
| 10 | Jackson Fernando Schmidt | PMDB    | Vanderlei Vili Petry (PTB)            | 1º de janeiro de 2009   | 31 de dezembro de 2012 | Prefeito e vice eleitos                       |
| 11 | Joel Leandro Wilhelm     | PP      | Dalciso Eberhardt de Oliveira (PSB)   | 1º de janeiro de 2013   | 31 de dezembro de 2016 | Prefeito e vice eleitos                       |
| 11 | Joel Leandro Wilhelm     | PP      | Dalciso Eberhardt de Oliveira (PSB)   | 1º de janeiro de 2017   | 31 de dezembro de 2020 | Prefeito e vice reeleitos                     |
| 12 | Leandro Marciano Horlle  | PP      | João Batista Lopes dos Santos (PSB)   | 1º de janeiro de 2021   | 31 de dezembro de 2024 | Prefeito e vice eleitos                       |
| 12 | Leandro Marciano Horlle  | PP      | Juliano Müller de Oliveira (PSB)      | 1º de janeiro de 2025   | Atualidade             | Prefeito reeleito e vice eleito               |

Legenda
| cor   | significado                                                                                  |
| verde | mandatários eleitos por votação direta ou indireta (pela câmara municipal)                   |
| bege  | mandatários nomeados diretamente pelo governo central em épocas de convulsão político-social |